# Лычковецкий сельский совет
Лычковецкий сельский совет (укр. Личковецька сільська рада) — входит в состав
Гусятинского района
Тернопольской области
Украины.
Административный центр сельского совета находится в 
с. Лычковцы.

## Населённые пункты совета
- с. Лычковцы
- с. Трибуховцы